# SPOILS
『SPOILS』（スポイルズ）は、2006年12月6日に上杉昇が発表したカバー・アルバムである。

## 内容
前作「Blackout in the Galaxy」から10ヶ月ぶりのアルバム。デビュー15周年記念として製作され、収録曲は上杉のルーツとなったアーティストのカバー、WANDS、al.ni.coのセルフカバーと、全編カバーとなっている。
WANDSの1stシングル「寂しさは秋の色」に合わせ、丁度15年後の12月第1週に発売された。同日にやはりWANDSでデビューを果たした柴崎浩が所属するバンドabingdon boys schoolの1stシングル「INNOCENT SORROW」がリリースされている。
インターネットラジオ・BARKSに出演した際「15周年記念としてやってみたいこと」を聞かれ、その中の1つに「カバーアルバム」が挙げられていた。この時は発売を公表した訳ではないが、結果発売されることとなった。
初回生産盤にはオリジナルステッカーが封入されている。

## 評価
ライターの舟見佳子はSPOILが「元々の性質をダメにする」という意味であると説明した上で、「原曲の持ち味を変化させるカバーという行為に、そんな毒っ気のある単語を当てるセンスが実に上杉昇っぽい」と述べている。

## 収録曲
1. IT'S SO EASY / GUNS N'ROSES
2. TOY$! (scrambled mix) / al.ni.co
al.ni.coのデビュー曲。シングルカットされ先行発売された。
3. YARD OF BLONDE GIRLS / Jeff Buckley
4. SAME SIDE / WANDS
1995年に発売されたWANDSの10thシングル。
5. CAR SEAT(GOD'S PRESENTS) / Blind Melon
※GN'Rの前座を務めたバンド
6. RAPE ME / Nirvana
7. MY MY,HEY HEY(OUT OF THE BLUE) / Neil Young
8. OH ME / MEAT PUPPETS
※Nirvanaがカバーしたバンド
9. 世情 / 中島みゆき
(作詞・作曲:中島みゆき)
10. 寂しさは秋の色 / WANDS

WANDSのデビュー曲。
この曲のカバーについて、「今の俺には余裕と思っていたが意外に難しかった」とインタビューで述べている。
11. PATIENCE / GUNS N'ROSES
(作詞・作曲:W.AXL.ROSE / SLASH / IZZY STRADLIN DUFF"ROSE"McKAGAN / STEVEN ADLER)

## 参加ミュージシャン
- 上杉昇-ボーカル
- D.I.E.-編曲・キーボード＆プログラミング（#1、#2、#6）
- NARASAKI(#1、#2、#6)
- 堀越信康-ギター（#3、#4、#7、#8、#9、#10、#11）ベース（#7）
- 向山テツ-ドラム（#3、#4、#7）
- KOHTA-ベース（#3、#4）
- Tomsaw the 13th-コーラス（#3、#11）
- 松林正志-キーボード（#7）プログラミング（#5、#7、#8、#9）
- YoYo-ゲストボーカル（#5）
- 徳澤青弦-チェロ（#9）
- miya38-コーラス（#11）
- 安部川"minzoku"右亮-コーラス（#11）
- MOTOKi-コーラス（#11）